# Struttura spingente

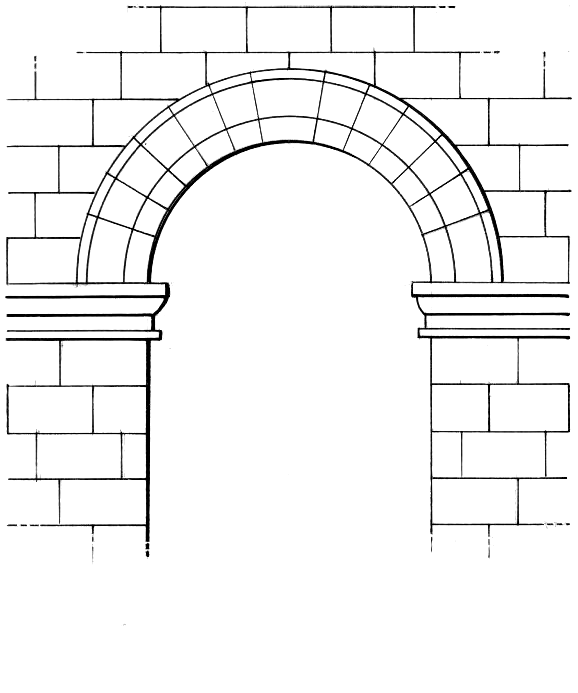
l'arco è una struttura spingente

In architettura una struttura spingente è un elemento architettonico "portato" (cioè che non scarica il proprio peso al suolo, ma su un altro elemento) che genera una normale forza di spinta verso il basso (compressione) sui sostegni e, a differenza di una struttura non spingente, anche forze con andamento orizzontale, verso l'esterno.
Tipiche strutture spingenti sono l'arco, la volta e la cupola, ma lo sono anche le travi disposte in maniera obliqua o gli architravi triangolari, eccetera.

## Caratteristiche
Gli svantaggi stanno nella maggiore complessità di realizzazione, sia nella messa in opera, sia nella soluzione dei problemi per controbilanciare le spinte laterali.
Queste spinte sui lati devono essere infatti indirizzate a loro volta verso il basso (secondo il parallelogramma delle forze). I metodi per scaricarle sono essenzialmente tre: 
1. la costruzione di strutture laterali di sostegno, che possono essere altre strutture spingenti, che frazionino gradualmente le spinte orizzontali fino ad annullarle, o una solida cortina muraria, che le assorba;
2. L'utilizzo di tiranti ancorati ai punti di appoggio delle strutture, che bilancino le spinte verso l'esterno con una trazione verso l'interno;
3. L'uso di pesi mirati sui sostegni (oltre il punto di appoggio - detto "punto di applicazione" - della struttura spingente), che rafforzino i sostegni laterali impedendo di piegarsi verso l'esterno, quindi forzando le spinte laterali a indirizzarsi subito verso il basso (esempio tipico è il pinnacolo)

A volte l'uso di più metodi è combinato (in particolare il terzo che raramente si trova da solo perché per essere efficace ha bisogno di un grande peso).
Queste strutture rappresentano inizialmente un'evoluzione storica rispetto al sistema Sistema trilitico-architravato, rispetto al quale consentono di ridurre o eliminare gli sforzi di trazione nel materiale e consentono quindi di realizzare aperture con luci più ampie a parità di resistenza dei materiali, tuttavia introducono rispetto a quest'ultime proprio la spinta orizzontale verso l'esterno che rappresenta un problema indesiderato. 
Per questo motivo vengono storicamente soppiantate da altre "nuove" strutture più evolute e non spingenti, in particolare gli Archi catenari (o strutture simili, come gli archi ogivali ed a sesto acuto) oppure dall'attuale frequentissimo ritorno all'uso del sistema architravato (reso possibile dall'invenzione del Calcestruzzo armato con il conseguente incremento di resistenza a trazione dei materiali da costruzione).